# Закон Юлия
Зако́н Ю́лия (лат. Lex Iulia) — закон, инициированный в Древнем Риме консулом Луцием Юлием Цезарем в 90 до н. э.
На начальной стадии Союзнической войны (91—88 гг. до н. э.) Рим недооценил силы и организацию восставших. Для того, чтобы не допустить дальнейшего разрастания восстания, консул 90 года до н. э. Луций Юлий Цезарь провёл закон, по которому союзники, сохранившие верность Риму, получили право римского гражданства. По сути, данное право распространилось на все италийские народы, после чего они за одно столетие перешли на использование латинского языка и утратили собственную идентичность.

## Текст закона
- Библиотека римских законов Архивная копия от 31 августа 2012 на Wayback Machine